# Belagerung von Stirling Castle
Schlachten des Ersten Schottischen Unabhängigkeitskrieges

Berwick – Dunbar – Stirling Bridge – Falkirk – Roslin – Stirling Castle – Methven – Dalry – Glen Trool – Loudoun Hill – Inverurie – Brander – Perth – Bannockburn – Berwick – Berwick – Myton – Byland – Weardale
Schlachten des Zweiten Schottischen Unabhängigkeitskrieges

Kinghorn – Dupplin Moor – Annan – Berwick – Halidon Hill – Boroughmuir – Culblean – Neville’s Cross
Die Belagerung von Stirling Castle war eine Schlacht des Ersten Schottischen Unabhängigkeitskriegs. Sie endete am 24. Juli 1304 mit der Übergabe der Burg.

## Vorgeschichte
Nach dem groß angelegten englischen Feldzug von 1303 bis 1304 war die militärische Situation der Schotten nahezu hoffnungslos, da auch das mit Schottland verbündete Frankreich 1303 Frieden mit England geschlossen hatte. Im Februar 1304 ergab sich nach Verhandlungen der schottische Guardian John Comyn of Badenoch, worauf sich in der Folge fast alle verbliebenen schottischen Rebellen ergaben. Nur William Wallace wurde von der Gnade des englischen Königs ausgeschlossen. Dazu verweigerte die Besatzung des mächtigen Stirling Castle die Übergabe. Die Burg hatte eine große strategische Bedeutung. Noch während des Feldzugs von 1303 hatte das englische Heer die Burg weiträumig umgehen müssen, da sie einen wichtigen Übergang über den Forth bewachte. Der englische König Eduard I. begann deshalb umfangreiche Vorbereitungen für eine Belagerung der Burg.

## Verlauf der Belagerung

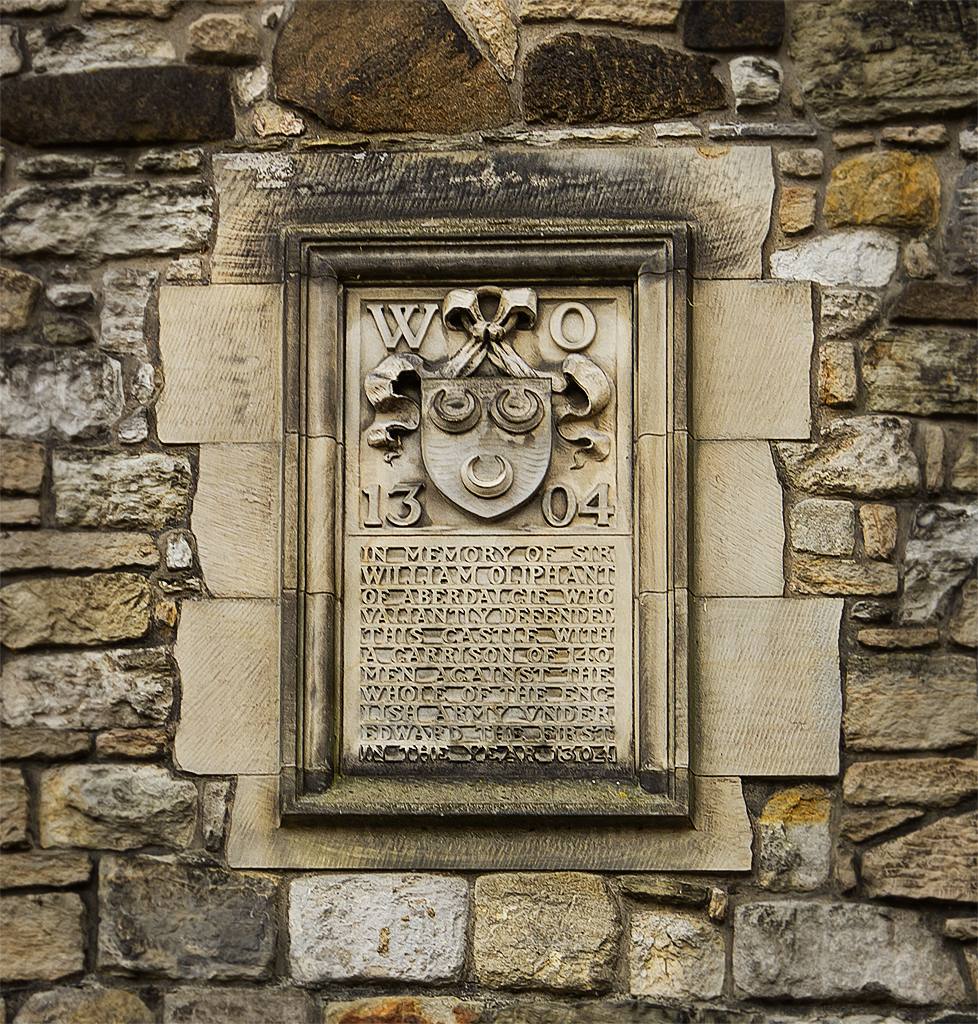
Gedenktafel für William Oliphant in Stirling Castle

Für die Belagerung wurden Pfeile und Armbrustbolzen aus London, Lincolnshire und Northumberland beschafft. Nicht nur Soldaten, sondern auch Arbeiter und Zimmermänner wurden nach Stirling berufen. Ein Reginald the Engineer brachte Belagerungsmaschinen und weitere Ausrüstung aus Berwick nach Stirling, zwei weitere Belagerungsmaschinen wurden aus  Brechin und weitere aus Aberdeen nach Stirling gebracht. Am 12. April befahl der König seinem Sohn Prince Edward, mit Ausnahme der Dächer über den Altären, die Bleidächer der Kirchen in der Region von Perth und Dunblane abzunehmen und nach Stirling zu bringen. Das Blei verwandten die Engländer zur Fertigung von Gegengewichten für die Trebuchets. Sir Alexander Abernethy suchte mit 40 men-at-arms die Umgebung von Perth nach dem flüchtigen Wallace ab. Die eigentliche Belagerung von Stirling Castle begann am 22. April. Wie im Mittelalter üblich, wurden zunächst Verhandlungen über eine kampflose Übergabe geführt. William Oliphant, der junge Kommandant der Burg, verweigerte aber die Übergabe, da er Eduard I. nie als Oberherrn von Schottland anerkannt hatte. Er schlug aber vor, den früheren Guardian John de Soules um Erlaubnis zur Übergabe zu bitten, da dieser ihm das Kommando über die Burg übergeben hatte. Da Soules sich im französischen Exil befand und die Antwort damit erst nach mehreren Monaten eintreffen würde, lehnte der König dieses Ansinnen ab. Da damit die Verhandlungen gescheitert waren, begann die Belagerung. Die Engländer versuchten die Burgmauern mit einem Rammbock zum Einsturz zu bringen und beschossen die Burg mit ihren Katapulten. Dabei schleuderten die Katapulte nicht nur Steine, sondern auch Tontöpfe mit einer explosiven Mischung aus Baumwolle, Schwefel und Salpeter auf die Burg. Hierfür hatte der König den aus Burgund stammenden Jean de Lamouilly in seinen Dienst genommen. Dies gilt als ein früher Einsatz von Schießpulver auf den britischen Inseln. Die Belagerung der Burg in diesem Umfang war ein Spektakel, dem auch die englische Königin Margarete beiwohnte. Sie war im Winter von 1303 nach 1304 nach Schottland gekommen, für sie wurde ein eigener bequemer Aussichtspunkt errichtet. Die Besatzung der Burg suchte während des Beschusses in den tiefen Höhlen des Burgfelsens Schutz, wo sie auch ihre Vorräte lagerte. Sie verteidigte sich aber auch entschlossen und beschoss ihrerseits die Belagerer mit Armbrüsten. Eduard I. ermutigte seine Soldaten, indem er selbst zu Pferd bis in die vorderste Angriffslinie ritt. Dabei wurde er einmal von einem Armbrustbolzen gestreift, der seine Kleidung traf und im Sattel stecken blieb, den König aber nicht verletzte. Ein anderes Mal scheute sein Pferd und warf den König ab, als in unmittelbarer Nähe ein von der Burg geschleuderter Stein einschlug. Vermutlich mindestens einmal versuchten die verbliebenen schottischen Rebellen, die Burg zu entsetzen, doch ein englischer Gegenangriff unter dem Earl of Hereford zerstreute die Angreifer. Der Einsatz eines Rammbocks gegen die Burgmauern blieb ohne Erfolg. Daraufhin befahl der König den Bau eines neuen, großen Trebuchets, der Warwolf genannt wurde. Bevor die Maschine aber zum Einsatz kam, bot die Besatzung der Burg am 20. Juli die Übergabe an. Der König lehnte diese ab, da er zunächst noch die Wirkung des Beschusses mit dem Warwolf testen wollte. Erst als durch diesen Beschuss große Zerstörungen an der Burgmauer erreicht worden waren, akzeptierte der König die Übergabe der Burg. Der König ließ die Burg von einer englischen Garnison besetzen, die Überlebenden der schottischen Garnison, darunter Oliphant, ließ er in englischen Burgen einkerkern.

## Folgen
Mit der Eroberung von Stirling Castle hatte der englische König die letzte von schottischen Rebellen gehaltene Burg erobert. Nur noch wenige Rebellen unterstützten William Wallace, bis dieser im August 1305 gefangen genommen werden konnte. Im Februar 1306 begann jedoch der schottische Adlige Robert Bruce, der 1304 noch auf englischer Seite an der Belagerung von Stirling teilgenommen hatte, eine neue Revolte gegen die englische Herrschaft in Schottland. Die Besatzung von Stirling Castle ergab sich erst 1314 nach der Schlacht von Bannockburn den Schotten.